# Annette Hartvig Larsen
Annette Hartvig Larsen (født 7. februar 1963) har siden 2002 været ansat som direktør og senere som administrerende direktør for og medejer af internetvirksomheden Aarstiderne A/S, samt for datterselskaberne, ÅT Ekologiska Råvaror AB, Krogerup Avlsgaard A/S, Billeslund A/S, Maaltiderne A/S og Aarstiderne Engros A/S. Hun er uddannet agronom og landmand i 1989 fra Det Biovidenskabelige Fakultet (tidligere Den Kongelige Veterinær- og Landbohøjskole), samt HD-O, Handelshøjskolen, KBh, 1994.